# زیمرینگ
زیمِرینگ (به آلمانی: Simmering)، منطقهٔ یازدهم وین، اتریش است. این منطقه در کرانهٔ دانوب قرار گرفته و به عنوان یک منطقهٔ وین در سال ۱۸۹۲. تأسیس شد.
زیمرینگ دارای چندین کلیسا، چند موزه، مدارس، قلعه‌های قدیمی و چهار گورستان است که یکی از آن‌ها گورستان مرکزی وین، یکی از بزرگترین گورستان‌های اروپا است.

## پیشینه
نخستین نشانه‌های مسکونی شدن زیمرینگ مربوط به سال ۱۰۲۸ است. در سال ۱۶۰۵ یک کارخانهٔ آبجوسازی در آنجا ساخته شد و بیش از ۳۰۰ سال درآمد منطقه را تأمین می‌کرد. زیمرینگ تا سال ۱۸۶۰ منطقهٔ کوچکی باقی ماند؛ زمانی که توسط کمپانی توسعهٔ مسکن «رینبوخاوزر» شروع به توسعه کرد، که در آن زمان دومین بزرگترین در وین بود، و منجر به رشد سریع منطقه شد.